# Emmet (Upland)
Die Emmet nahe Usseln ist ein 742,5 m ü. NHN hoher Berg des Rothaargebirges im Landkreis Waldeck-Frankenberg in Nordhessen (Deutschland).

## Geographie

### Lage
Die Emmet liegt im Nordostteil des Rothaargebirges an der Nahtstelle der Bergregionen Upland und Sauerland. Ihr Gipfel erhebt sich rund 2 km südwestlich von Usseln, 1,3 km südsüdöstlich von dessen Ortslage Wakenfeld und etwa 600 m nördlich der Grenze zu Nordrhein-Westfalen. Westlich vorbei am Berg verläuft ungefähr in Süd-Nord-Richtung der quellnahe Oberlaufbereich des Aarbachs, östlich vorbei in gleicher Fließrichtung ein solcher der nahe entspringenden Diemel.

### Naturräumliche Zuordnung
Die Emmet gehört in der naturräumlichen Haupteinheitengruppe Süderbergland (Nr. 33), in der Haupteinheit Rothaargebirge (mit Hochsauerland) (333) und in der Untereinheit Winterberger Hochland (333.5) zum Naturraum Langenberg (333.58). Die Landschaft fällt nach Norden und Osten in den Naturraum Inneres Upland (333.90) ab, der zur Untereinheit Upland (333.9) zählt.

## Tourismus und Geschichte
Um die Emmet befinden sich im Winter Langlaufloipen und ein Skilift.
Am 18. Januar 2007 wurde durch den Orkan Kyrill der gesamte Baumbestand, überwiegend Fichten, ihrer einst dicht bewaldeten Kuppe umgeknickt; das Holz wurde größtenteils verarbeitet. Seitdem ist vom Gipfel gute Fernsicht möglich.